# Wojciech Kopeć (sportowiec)
Wojciech Kopeć (ur. 30 maja 1986) – polski lekkoatleta, długodystansowiec.
Medalista mistrzostw kraju w kategoriach juniorów, młodzieżowców oraz seniorów (brąz w półmaratonie w 2014).
Zwycięzca maratonów w Greenville, Knoxville czy Limassol.

## Rekordy życiowe
- półmaraton – 1:06:14 (Piła)
- maraton – 2:17:27 (Limassol)